# 안토노프 An-32
안토노프 An-32(NATO보고 이름: Cline)는 안토노프가 개발한 소련의 쌍발 터보프롭 군사 수송기이다.

## 제원
- 승무원: 4 명
- 탑승가능인원: 공수부대원 42명
- 전장: 23.78 m (78 ft 0 in)
- 기폭(전폭): 29.20 m (95 ft 9½ in)
- 전고: 8.75m (28 피트 8½ in)
- 익면적: 75 m² (807 ft²)
- 자체중량: 16,800 kg (37,038 lb)
- 사용가능중량: 6700 kg ()
- 최대이륙허용중량: 27,000 kg (59,400 lb)
- 엔진: 2 × ZMKB AI-20DM 터보프롭, 3,812kW
- 최고 속도: 530 km / h (286 노트, 329 mph)
- 순항 속도: 470 km / h (254 노트, 292 mph)
- 항속거리: 2,500 km (1,350 nmi, 1,553 mi)
- 실용상승한도: 9,500m (31,165ft)

## 같이 보기
- 안토노프 An-26